# Acid house

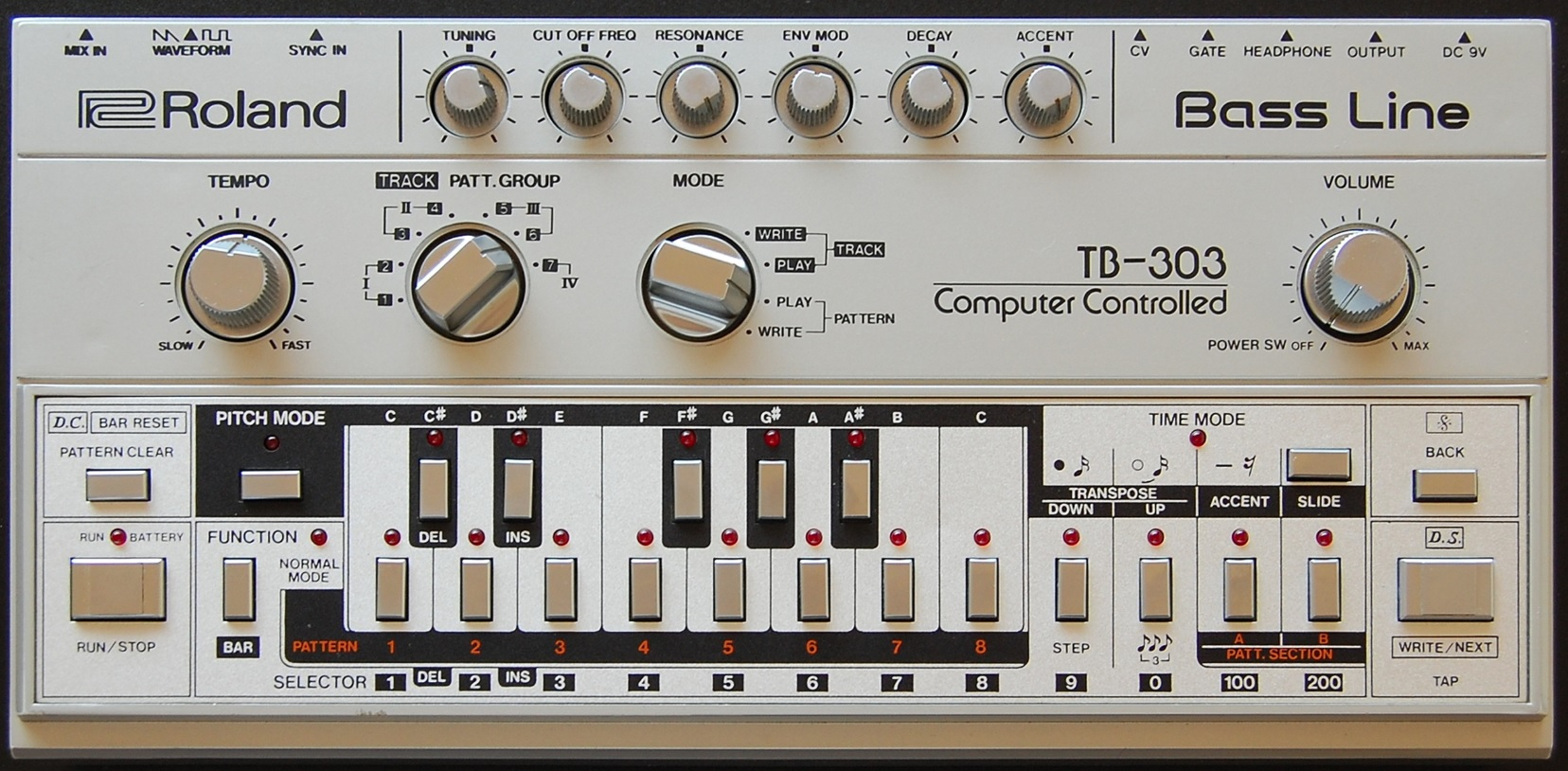
En TB-303 som ger mycket av acid housens karakteristiska sound.

Acid house eller bara acid är en undergenre inom house som dök upp under slutet av 1980-talet då house-producenter skapade nya ljud med synthesizern Roland TB-303 genom att pressa dess cut-off och resonans i överdriven mängd. Acid housen har utvecklats något sedan 1980-talet; dess grundläggande element TB-303:an (och syntar med liknande ljud) skapar acid housens karaktär, en ljudkaraktär. Rytmen är ofta ganska enkel men har en hård karaktär, ofta används trummaskinerna Roland TR-909 och Roland TR-808
Tidiga acid house-grupper är Phuture (mest kända spår: Acid Trax) och D Mob (mest kända spår: We Call It Acieed). Gränsen mellan vad som under 1980-talet tillhörde house och vad som tillhörde acid var relativt flytande, många artister och grupper skapade musik inom bägge, och många spår är hybrider. Exempel på vad som kan anses vara tidiga acidspår är nämnda Acid Trax och We Call It Acieed samt Acid Over av Tyree Cooper, som också gjorde hip house. Acid förväxlas ofta med detroittechno.